# Wanna Be Startin' Somethin'
"Wanna Be Startin' Somethin'" é uma canção do cantor e compositor norte-americano Michael Jackson, lançada em 8 de maio de 1983, pela Epic Records como o quarto single do sexto álbum de estúdio de Jackson, Thriller de 1982. A canção foi escrita, composta por Jackson e produzida por Quincy Jones e Jackson. Musicalmente, "Wanna Be Startin 'Somethin'" tem um tema, semelhante ao material de Jackson de seu álbum anterior, Off the Wall, de 1979. 
A canção foi regravada por vários artistas desde o seu lançamento. Além de "Thriller", "Wanna Be Startin' Somethin'" aparece na compilação de vários hits e melhores álbuns de Jackson. A canção foi geralmente bem recebida pelos críticos de música contemporânea e se tornou o quinto consecutivo top dez de Jackson só nos Estados Unidos na Billboard Hot 100, ficando em quinto.
Após a morte de Jackson em junho de 2009, "Wanna Be Startin' Somethin" reentrou nas paradas musicais em todo o mundo, principalmente devido às vendas de download digital. Ao contrário dos singles anteriores de Thriller, "Wanna Be Startin 'Somethin não tem um videoclipe para acompanhá-lo, mas foi realizada por Jackson em turnês mundiais, tanto como membro do The Jacksons como artista solo.
Como parte do lançamento de Thriller 25, um remix de "Wanna Be Startin' Somethin'", intitulado "Wanna Be Startin' Somethin' 2008", foi gravado com Akon, e lançado como o segundo single do álbum.

## Visão geral
"Wanna Be Startin' Somethin" foi composta por Jackson em 1979, depois de uma visita a África, durante uma das sessões de gravação de seu álbum anterior, Off the Wall, mas em 1982, Jackson retomou a produção para lançar em seu álbum mais bem sucedido. Com 6 minutos e 5 segundos de duração, Wanna Be Startin' Somethin' é a faixa mais longa do álbum Thriller. Em entrevistas o cantor declarou que "Wanna Be Startin' Somethin'" e "The Girl Is Mine" são faixas que o decepcionaram e que ele não conseguiu fazer elas soarem como realmente ele ouvia em sua cabeça. Tanto fãs quanto críticos acreditam que "Wanna Be Startin' Somethin'" conta a mesma história que "Billie Jean", havendo uma relação entre as duas músicas. No final da canção, Jackson pede ajuda do ouvinte para ajudá-lo a cantar um canto de origem das tribos africanas: "Ma ma se, ma ma sa, ma ma coo sa".
Esse trecho já havia sido usado antes na canção "Soul Makossa" do saxofonista camaronense Manu Dibango, Makossa é o nome de um estilo musical de Camarões. Esse mesmo trecho foi utilizado na canção Don't Stop the Music da cantora Rihanna. Em 2009, Dibango processou ambos os artistas.

## Performance ao vivo
"Wanna Be Startin' Somethin'" esteve presente em todas as turnês de Michael desde a Victory Tour, geralmente como tema de abertura sugerindo "começar alguma coisa". Por não ter uma rotina de coreografia própria, a música deixava mais espaço para Jackson improvisar e interagir com o público. Era comum durante a performance, Michael, seus músicos e dançarinos pararem de executar a canção e ficar parados por um bom tempo, ouvindo somente o grito do público.

## Covers e samples
- A irmã de Michael, La Toya Jackson, sempre interpreta a canção em seus shows.
- A banda Bloodhound Gang usou samples da canção em seu single "Say Mama".
- Björk cantou alguns trechos da canção em sua Homogenic Tour.
- Em seu 2009 a banda de hard rock Extreme fecharam suas aprresentações com sua própria versão da canção.
- Uma amostra da canção foi apresentada em Don't Stop the Music da cantora Rihanna.
- O cantor Nando Reis, apresentou a canção em seus shows em homenagem a Michael Jackson.
- Em uma homenagem a Jackson, a banda de Madonna executou a canção enquanto um cover do cantor se apresentava.
- O cantor teen Justin Bieber em um dos seus shows, interpretou a canção, em homenagem a Michael Jackson.
- O elenco de Glee regravou a canção para um episódio em homenagem ao cantor.

## Wanna Be Startin' Somethin' 2008
Wanna Be Startin' Somethin' 2008 foi o último single do álbum Thriller 25. É um remix produzido por Akon lançado em janeiro de 2008.